# Amfitrite, bølgen og havfuglene

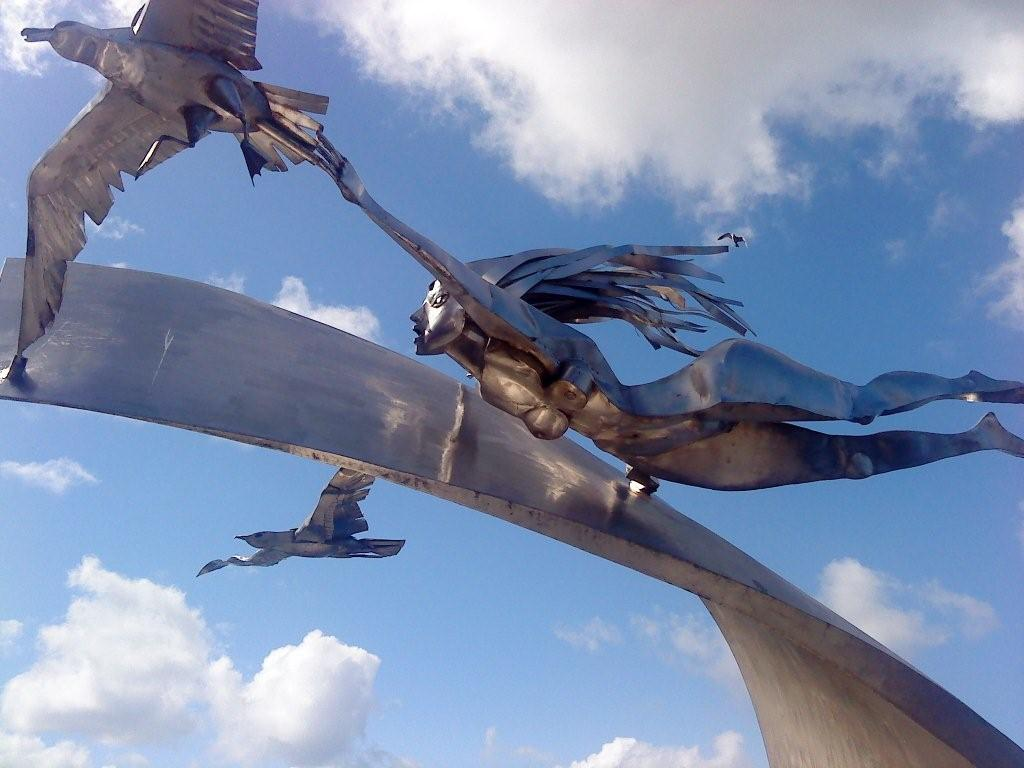
Del av Amfitrite, bølgen og havfuglene

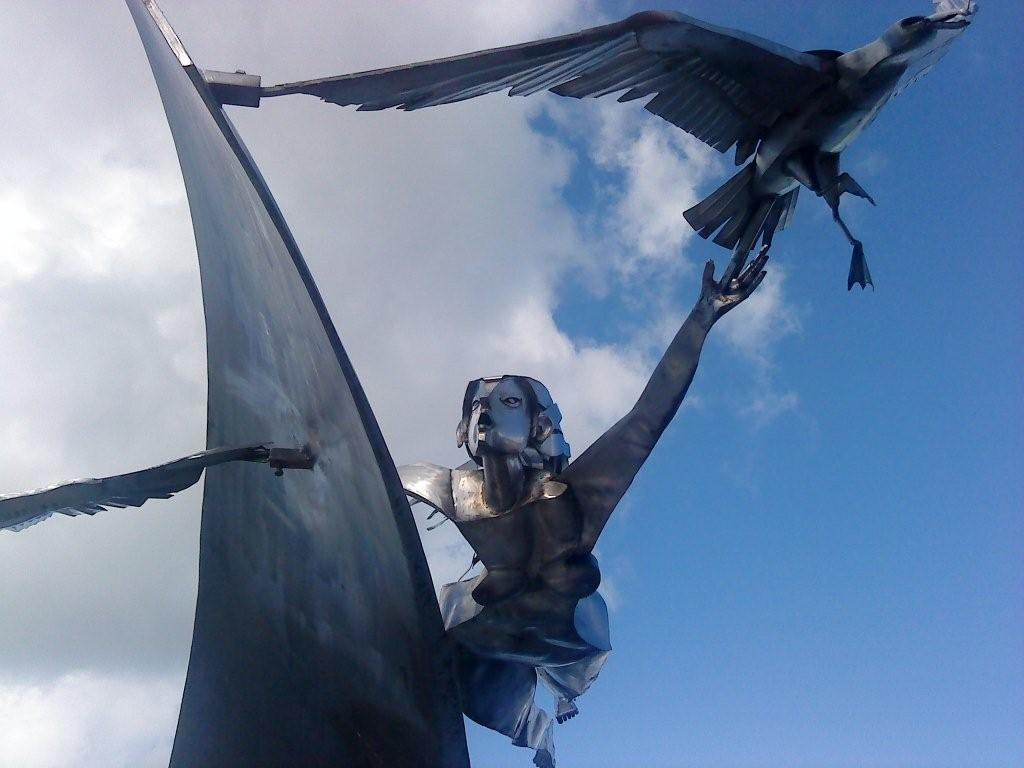
Del av Amfitrite, bølgen og havfuglene

Amfitrite, bølgen og havfuglene är en 4 meter hög skulptur från 1985 (skapad 1977) i rostfritt stål av Jørleif Uthaug. Den finns i Porsgrunn i Telemark fylke, södra Norge. Skulpturen består av en naken kvinnofigur (representerande Amfitrite) och två sjöfåglar som glider fram på en stor våg.
Våren 1999 flyttades den till baksidan av dåvarande Arbeidsmarkedsetatens hus på Strandpromenaden, en strandpromenad längs den östra stranden av Porsgrunnselva, där den fortfarande står.

## Historia
1977 höll staden Porsgrunn en tävling för att avgöra vem som skulle skapa en ny skulptur på Nordentorget. Uthaug var vid den tiden en etablerad skulptör i den norska konstvärlden, efter att ha studerat vid Statens håndverks- og kunstindustriskole under sådana som Axel Revold, Per Krohg och Jean Heiberg, och han var välkänd för sina offentliga konstverk som t.ex. som reliefen People on a beach (1961) i Troms länshus och stålskulpturen Expansion (1977) för Mandals stadshus. Han förberedde ritningar till skulpturen och skickade in dem till tävlingen.
Uthaug blev utsedd till vinnare 1978, och undertecknade ett kontrakt med kommunen 1981.